# Stefan Bellof
Stefan Bellof (Gießen, Nyugat-Németország, 1957. november 20. – Circuit de Spa-Francorchamps, Belgium, 1985. szeptember 1.) német autóversenyző. 1983-ban megfutotta a Nürburgring leggyorsabb körét egy Porsche 956-tal. 1984-ben megnyerte a Sportautó Világbajnokságot a gyári Rothmans Porsche istállóval. A Tyrrell Formula–1-es csapatnál az 1984-es és 1985-ös szezonban állt rajthoz.

## A Formula–1 előtt
Bellof pályáját gokartozással kezdte, 23 éves volt, amikor elkezdett autókkal versenyezni. 1980-ban megnyerte a német Formula Ford bajnokságot, majd 1981-ben a német Formula–3-as bajnokságban folytatta a pályafutását, ahol az év végén a 3. helyen végzett. Innen is továbblépett, megnyerte  az európai Formula–2-es bajnokság első két futamát, az év végén azonban a kiegyensúlyozatlan teljesítménye csak a bajnokság 4. helyét tudta megszerezni. A következő évben már a Porsche sportkocsi programjában is versenyzett, az F2-ben azonban ebben szezonban sem tudott javítani, ennek ellenére 1984-ben Ken Tyrrel Formula–1-es csapatánál versenyzői állást kapott.

## Formula–1
1984-ben ígéretesen kezdett, a Monacói Nagydíjon Ayrton Senna mellett ő is a győzelemért harcolt, a futamot azonban korábban leintették, így Prost és Senna mögött csak a harmadik helyet sikerült megszereznie. Az ígéretes szezon  a Tyrrell műszaki szabálytalansága miatt rosszul ért véget, így miután a csapatot kizárták a bajnokságból, Bellof sem kapta meg a kiérdemelt pontokat.
1985-ben a Tyrrell autója kevésbé bizonyult versenyképesnek, Bellofnak egy 4. és egy 6. helyet sikerült elérnie, amivel  4 pontot szerzett, 16. lett a világbajnokságon
1985. szeptember 1-jén, az 1000 km  Spa-Francorchamps versenyen, három héttel Manfred Winkelhock halála után, ő is halálos balesetet szenvedett, ugyanis az Eau Rouge kanyarban kisodródott, autója kigyulladt, nem tudott időben kiszállni.

### Teljes Formula–1 eredményei
| ÉV   | Csapat          | 1       | 2       | 3       | 4       | 5       | 6       | 7       | 8       | 9       | 10      | 11  | 12     | 13      | 14  | 15  | 16  | Helyezés | Pontok |
| ---- | --------------- | ------- | ------- | ------- | ------- | ------- | ------- | ------- | ------- | ------- | ------- | --- | ------ | ------- | --- | --- | --- | -------- | ------ |
| 1984 | Tyrrell-Ford    | BRA Kiz | RSA Kiz | BEL Kiz | SMR Kiz | FRA Kiz | MON Kiz | CAN Kiz | USE Kiz | USA Kiz | GBR Kiz | GER | AUT EX | NED Kiz | ITA | EUR | POR | HN       | 0      |
| 1985 | Tyrrell-Renault | BRA     | POR 6   | SMR Ki  | MON NK  | CAN 11  | USE 4   | FRA 13  | GBR 11  | GER 8   | AUT 7   | NED | ITA    | BEL     | EUR | RSA | AUS | 16.      | 4      |